# Fantasy of Flight
Pour les articles homonymes, voir Fantasy (homonymie) et Flight.
Fantasy of Flight est un musée de l'aéronautique qui a opéré entre 1995 et 2014 à Polk City en Floride aux États-Unis,.

## Histoire
Ce musée a été fondé par le pilote américain champion de voltige aérienne Kermit Weeks, pour exposer la collection d'avions personnelle de son ancien musée Weeks Air Museum de Miami, fondé en 1985, et gravement endommagée par l'ouragan Andrew de 1992.
Ce nouveau musée (à 30 km du parc d’attraction Walt Disney World) était hébergé dans deux hangars « nord » et « sud », au bord de l’autoroute Interstate 4, d'un tarmac et de deux pistes en herbe de l'aérodrome Orlampa, et d'hydroaéroports d'hydravions des lac Agnès et lac Mattie, avec un atelier de maintenance, une salle de conférence, et un restaurant-bar des aviateurs Art déco années 1930 Compass Rose Diner (la rose des vents). 
Le musée a exposé une importante collection de plus de 150 avions et hélicoptères, quelques voitures, objets,, et des environnements muséographiques, avec de nombreuses animations et baptêmes de l'air.  
En 2022, il reste ouvert pour des événements d'entreprise.

## Vues du musée

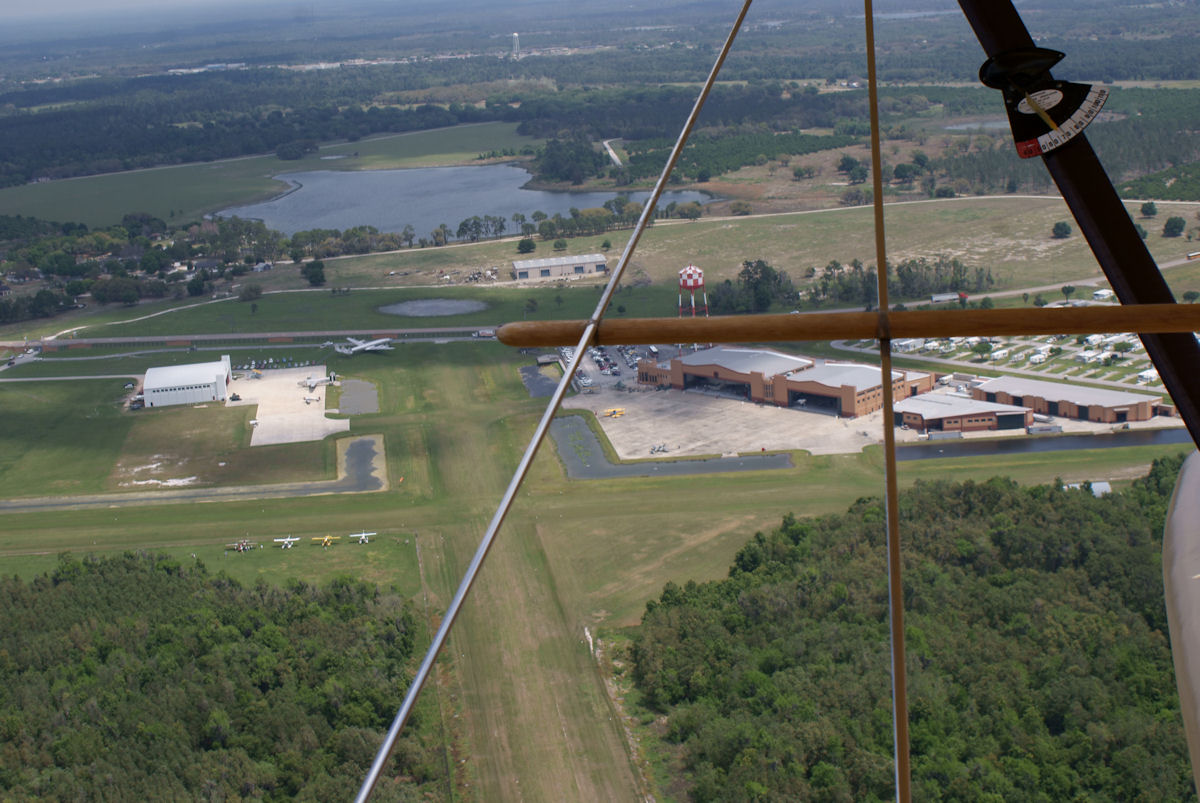
Vue du ciel
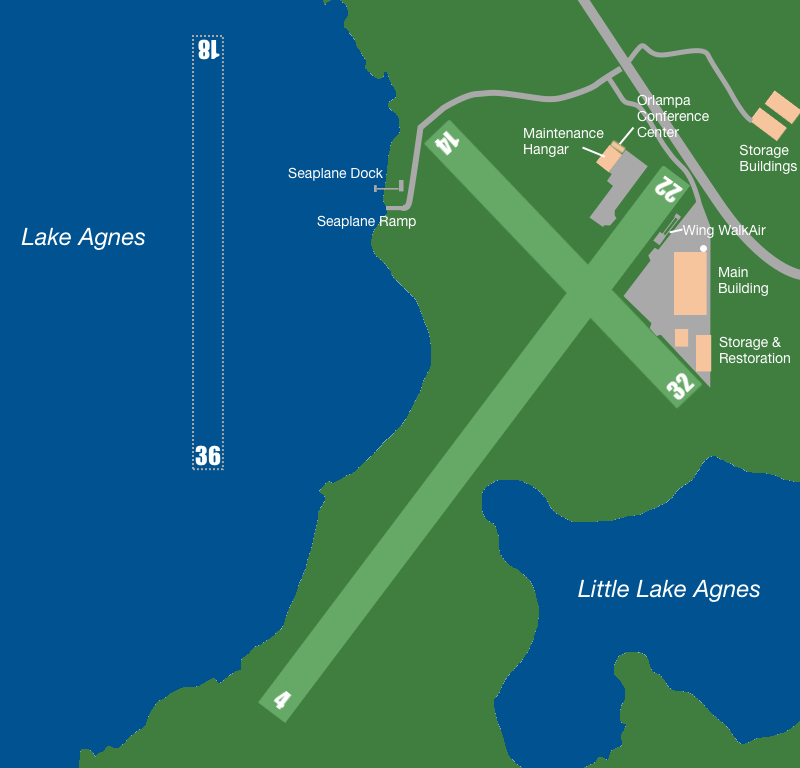
Plan du site
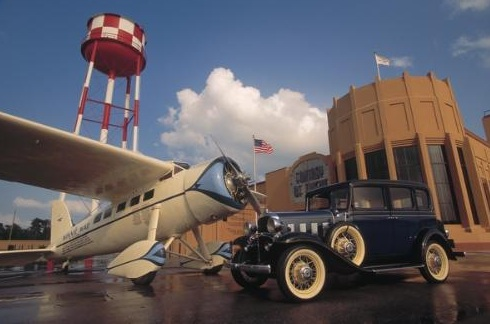
Lockheed Vega et Ford A (1927)

## Exemples d'avions exposés

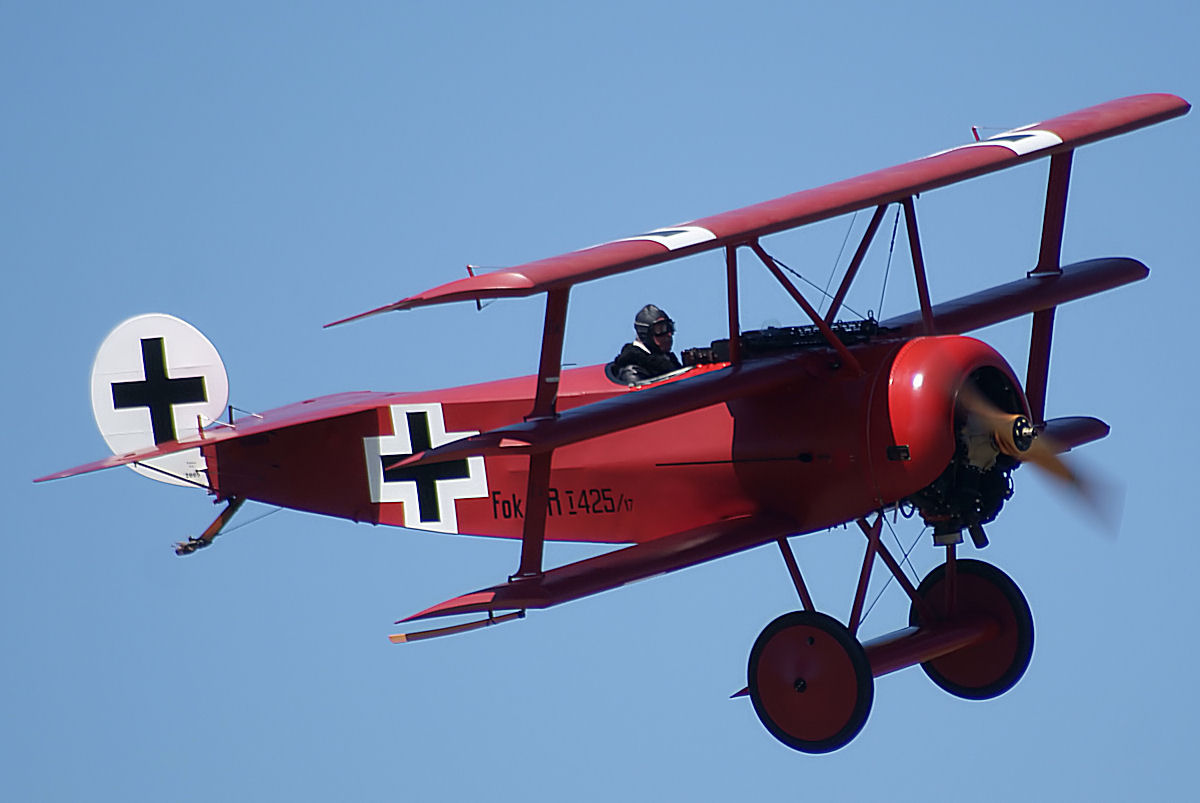
Fokker Dr.I (1917)
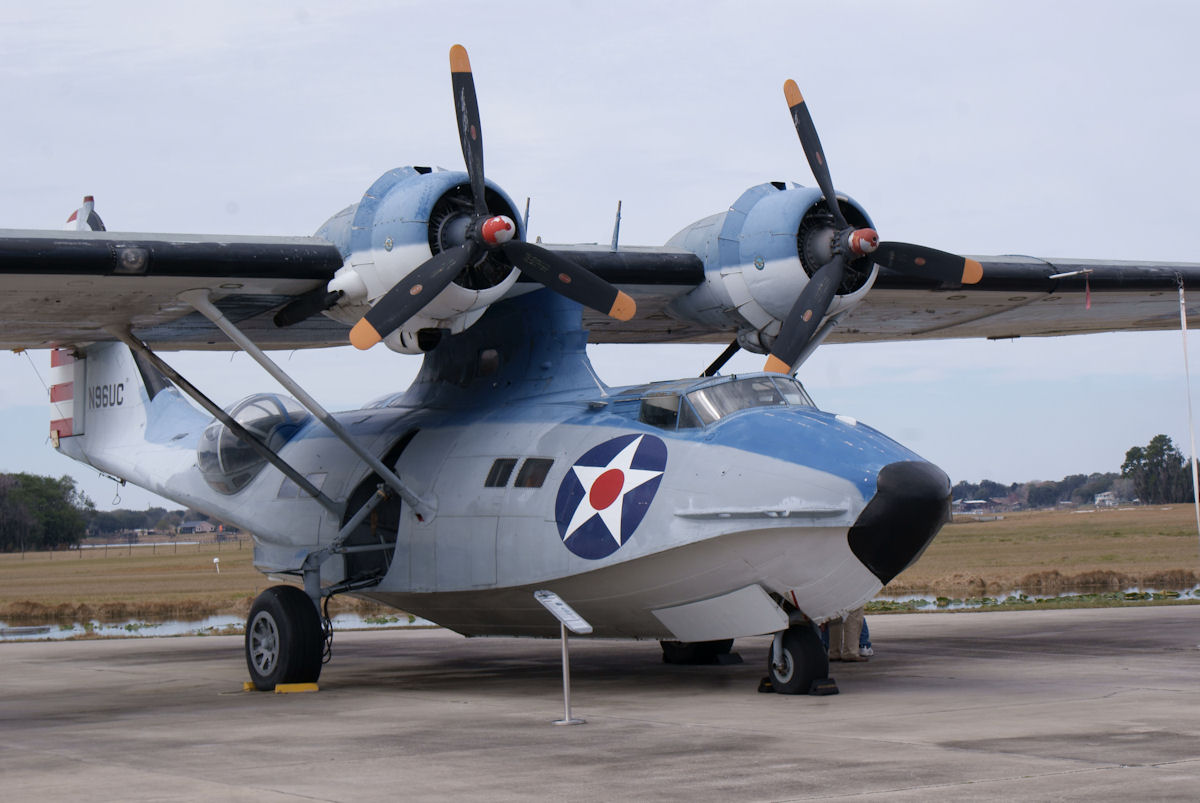
Consolidated PBY Catalina (1935)
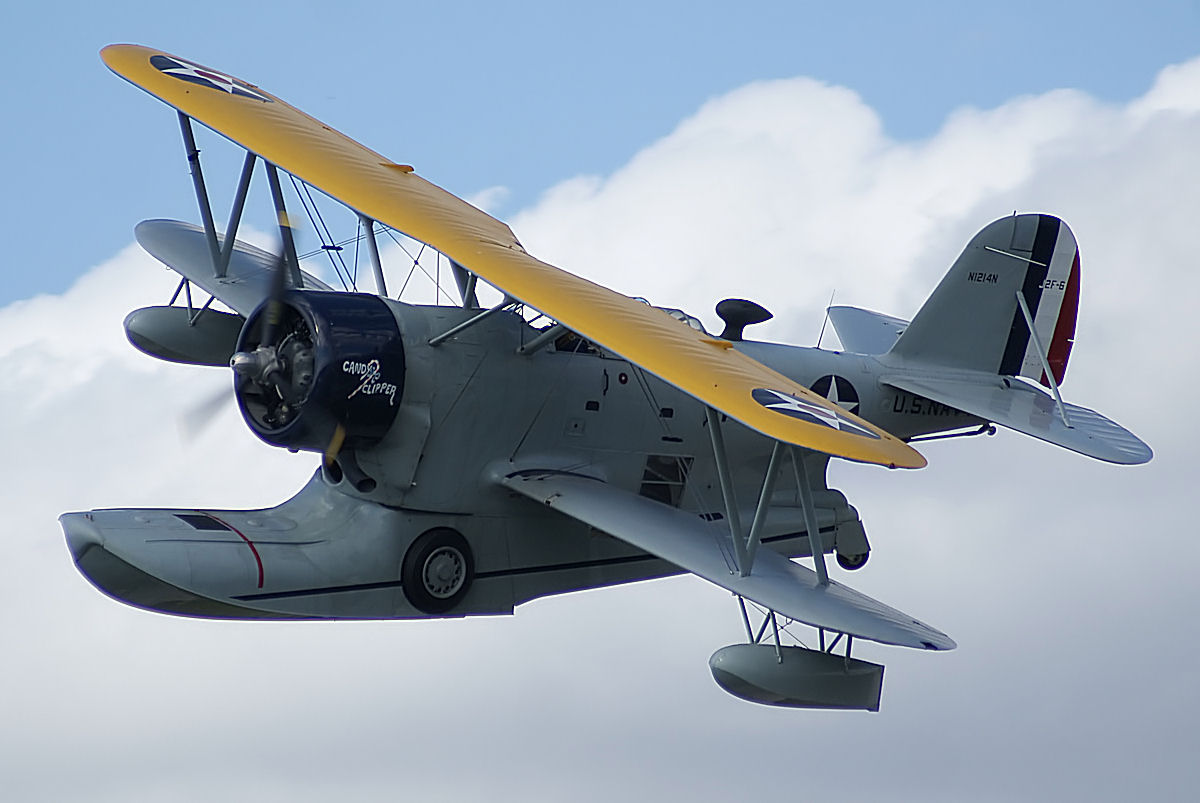
Grumman J2F Duck (1936)
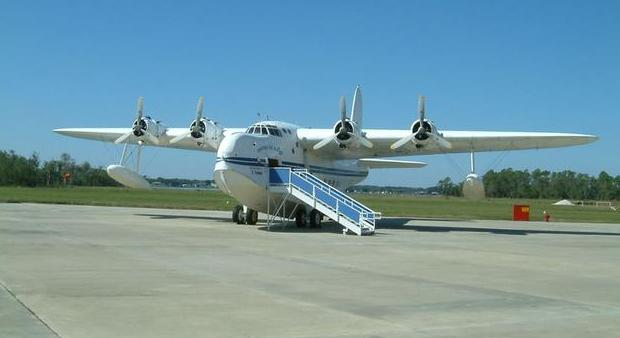
Short S.25 Sunderland (1938)
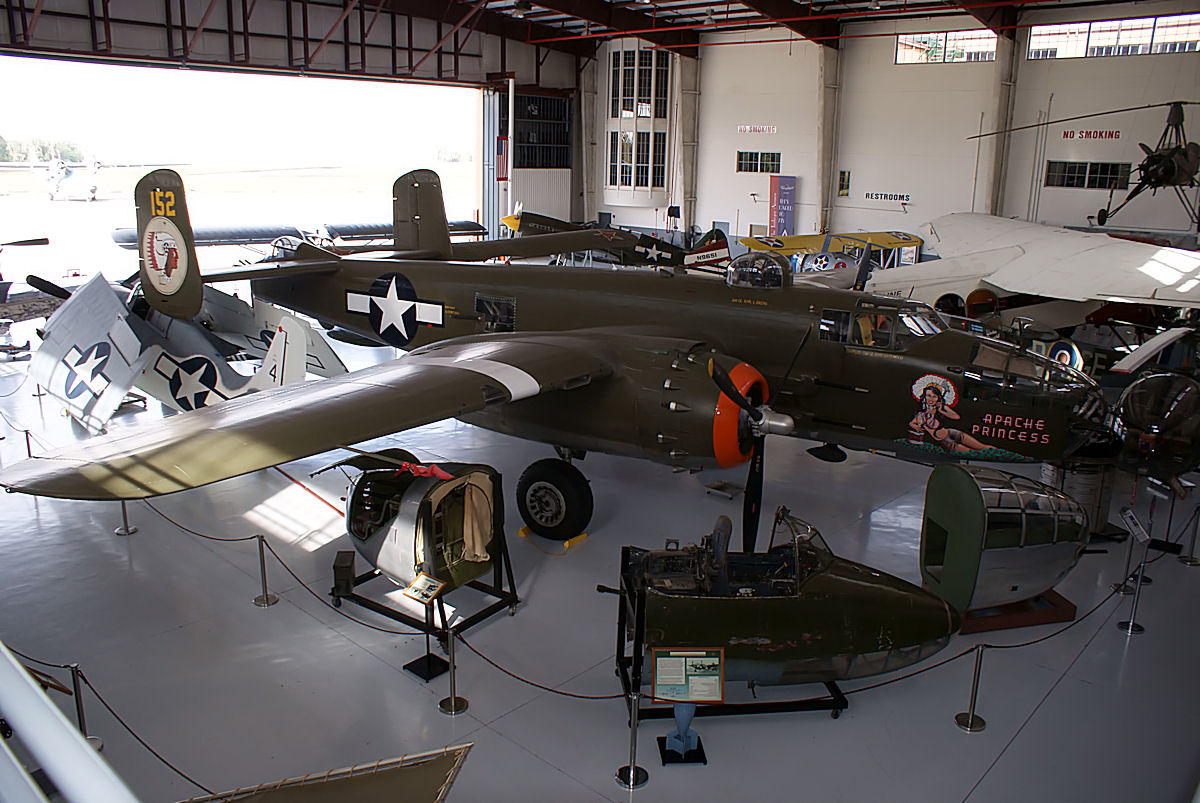
North American B-25 Mitchell (1940)
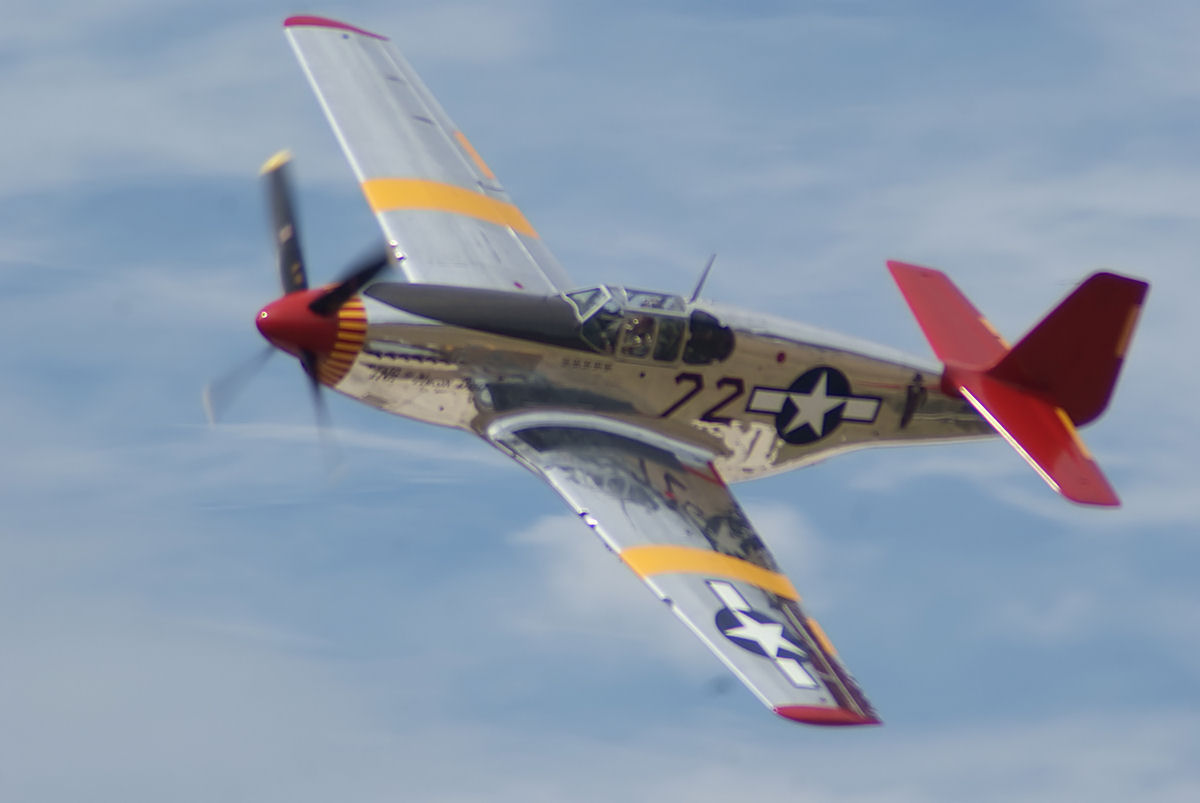
North American P-51 Mustang (1942)